# オトメクジャク
オトメクジャク（乙女孔雀、Adiantum edgeworthii L.）は、シダ植物門ホウライシダ科ホウライシダ属の常緑性のシダ植物である。日本では大分県だけに分布している。

## 特徴
山地の岩、道路の法面、水田の畦の石垣の間といった日当たりのよい場所に生える。葉の長さは10〜15cm。葉先は長く伸びて先端に芽を付け、芽が地面に接することにより増殖する。

## 分布など
日本では1940年（昭和15年）に初めて大分県安心院町（現宇佐市）で確認された。大分県内では、耶馬渓地区及び別府湾沿岸域に分布し、このうち、宇佐市安心院町畳石と由布市挾間町内成・田代のオトメクジャクはそれぞれ1976年（昭和51年）3月30日に大分県の天然記念物に指定されている。
日本以外では、中国東北部からフィリピン、インドにかけて分布する。

## 保全状態評価
絶滅危惧IB類 (EN)（環境省レッドリスト）
農地整備や道路拡幅にともなう既存の石垣や法面の取り壊し、人による採取によって生育域が狭まっている。